# Rush Valley
Rush Valley is een plaats (town) in de Amerikaanse staat Utah, en valt bestuurlijk gezien onder Tooele County.

## Demografie
Bij de volkstelling in 2000 werd het aantal inwoners vastgesteld op 453.
In 2006 is het aantal inwoners door het United States Census Bureau geschat op 569, een stijging van 116 (25,6%).

## Geografie
Volgens het United States Census Bureau beslaat de plaats een oppervlakte van
47,5 km², geheel bestaande uit land.

## Plaatsen in de nabije omgeving
De onderstaande figuur toont nabijgelegen plaatsen in een straal van 32 km rond Rush Valley.